# Brady (Nebraska)
Brady é uma vila localizada no estado americano de Nebraska, no Condado de Lincoln.

## Demografia
Segundo o censo americano de 2000, a sua população era de 366 habitantes. 
Em 2006, foi estimada uma população de 378, um aumento de 12 (3.3%).

## Geografia
De acordo com o United States Census Bureau, a localidade tem uma área de 0,8 km², sem área coberta por água.

## Localidades na vizinhança
O diagrama seguinte representa as localidades num raio de 40 km ao redor de Brady. 